# Czech Dream

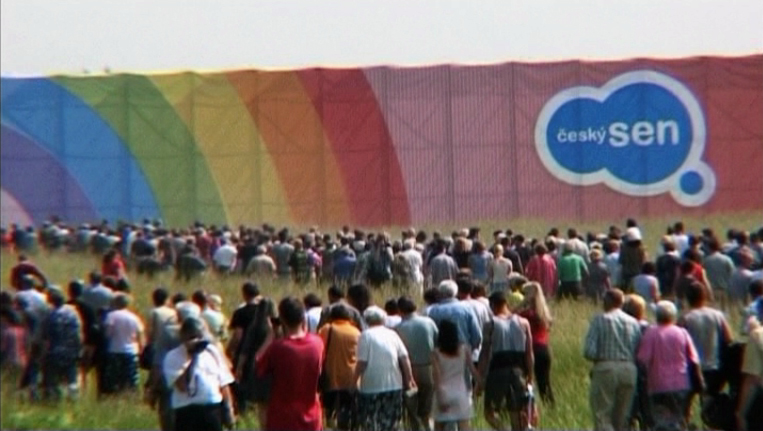
Het publiek begeeft zich richting hypermarkt

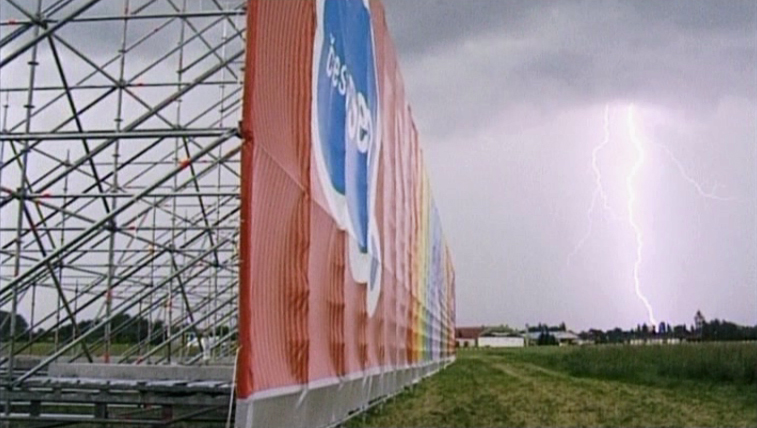
De hypermarkt: voor- en achterzijde

Czech Dream is de internationale titel van de Tsjechische documentairefilm Český sen. De eindexamenfilm van de filmacademiestudenten Vít Klusák and Filip Remunda, die in 2004 werd uitgebracht, registreert de hoax die de makers hadden opgezet: de feestelijke opening van een grote hypermarkt, die niet bestond. De film werd onder andere uitgezonden door de VPRO en ARTE en gedraaid op IDFA. In Krakau, Jihlava, Ljubljana en Aarhus won de film prijzen.

## Inhoud
Remunda en Klusák bedachten de hypermarkt Tsjechische Droom en kondigden deze aan met een grootschalige reclamecampagne op radio, televisie en in de publieke ruimte. 200.000 flyers werden verspreid in Praag. Op 31 mei 2003 kwamen ruim 3000 mensen op de opening af, die aanvankelijk achter dranghekken werden gehouden. Wat er van een afstand uitzag als een enorm gebouw bleek van dichtbij een steiger met daarop aangebrachte doeken. Sommige mensen reageerden laconiek op de teleurstelling maar een deel werd boos en agressief. Het idee voor de film kwam na een onderzoek dat uitwees dat 30% van de Tsjechen hun boodschappen voornamelijk doen in hypermarkten. De film bekritiseert de consumentenmaatschappij en toont hoe reclamebureaus te werk gaan.